# Amidon (North Dakota)
Amidon er en amerikansk by og administrativt centrum for det amerikanske county Slope County, i staten North Dakota. I 2010 havde byen et indbyggertal på 20.